# Антипсихијатрија
Антипсихијатрија је у психијатрији, психологији и социјалном раду покрет и правац чија је главна одлика радикална критика темеља класичне психијатрије, а пре свега њеног медицинског модела, тумачења етиологије душевне болести и схватања терапије. Антипсихијатрија критикује медицински модел менталне болести као „мит” који скрива заправо идеолошку репресију над онима који су „друкчији“. Неке идеје антипсихијатрије постале су опште добро савремене психијатријске теорије и праксе. Мада је у много чему био нереалан, антипсихијатријски покрет је знатно допринео хуманизацији третмана душевних болесника.